# 추나의학
추나의학(한국 한자: 推拏, 중국어 한자: 推拿)은 지압과 유사한 대체 의학의 한 형태이다. 한의학의 한 분야로서 침술, 뜸, 불 부항, 한약, 태극권 또는 기타 중국 내무술 및 기공과 함께 자주 사용된다.

## 효능
중국과 독일 연구원 간의 공동 연구는 추나 기술의 사용이 허리와 목의 통증을 줄이는 안전하고 저렴한 방법이 될 수 있다고 결론지었다.

## 같이 보기
- 괄사
- 카이로프랙틱
- 지압